# 小行星3302
小行星3302（英語：3302 Schliemann）是一颗围绕太阳公转的小行星。1977年9月11日，尼古拉·切爾尼赫在克里米亚发现了此天体。
这颗小行星的绝对星等为170.33586等。